# Слуцк
Слуцк (на беларуски: Слуцк; на руски: Слуцк; на полски: Słuck) е град в Беларус, административен център на Слуцки район, Минска област. Населението на града е 61 818 души (по приблизителна оценка от 1 януари 2018 г.).

## География
Градът е разположен на 105 км южно от столицата Минск.

## История
За първи път селището е упоменато в писмен вид през 1116 година. Било е част от Княжеството на Туров и Пинск. През 1160 година става столица на отделно Слуцко княжество. В периода от 1320 до 1330 година е част от Великото литовско княжество. По-късно става притежание на семейства Olelkovich и Радзивил, което превръща града в център на полската реформирана църква с гимназия, съществували до 1918 година.
След 17 век градът става известен със своите фабрики на kontusz колани, някои от най-скъпите и луксозни части от облеклото на шляхтата. Благодарение на популярността на коланите, направени в Слуцк, всички ремъци, носени върху żupan, често са наричани колани от Слуцк, въпреки тяхното реално място на произход.
До Втората световна война, градът е населен предимно с евреи. В началото на 21 век те са не повече от 100 души. През 1920 година Слуцк е център на голямо антиболшевишко въстание, известни като Слуцк отбраната действие.